# Карл Беккер (художник)
Карл Людвіг Фрідріх Беккер (нім. Karl (Ludwig Friedrich) Becker; 1820—1900) — німецький історичний художник XIX століття.

## Біографія
Карл Людвіг Фрідріх Беккер народився 18 грудня 1820 в Берліні.
З 1837 по 1840 рік навчався в Берлінській академії мистецтв, а потім продовжив навчання в берлінській студії Августа Клебера, після чого переїхав до міста Мюнхен, де вдосконалював майстерність під керівництвом Генріха Марія фон Гесса.
Пізніше був обраний членом ради Берлінської академії мистецтв, а потім її почесним президентом.

На своїх полотнах художник зображував переважно сцени венеційського життя в XVI і XVII сторіччях. Наприкінці XIX — початку XX століття на сторінках «Енциклопедичного словника Брокгауза і Ефрона» була дана наступна оцінка його робіт: 
 Картини Б. взагалі не відрізняються глибиною ідеї і драматизмом, але чудові за силою і блиском фарб, соковитістю листів і точністю відтворення всього побуту Венеції в квітучу її пору. 

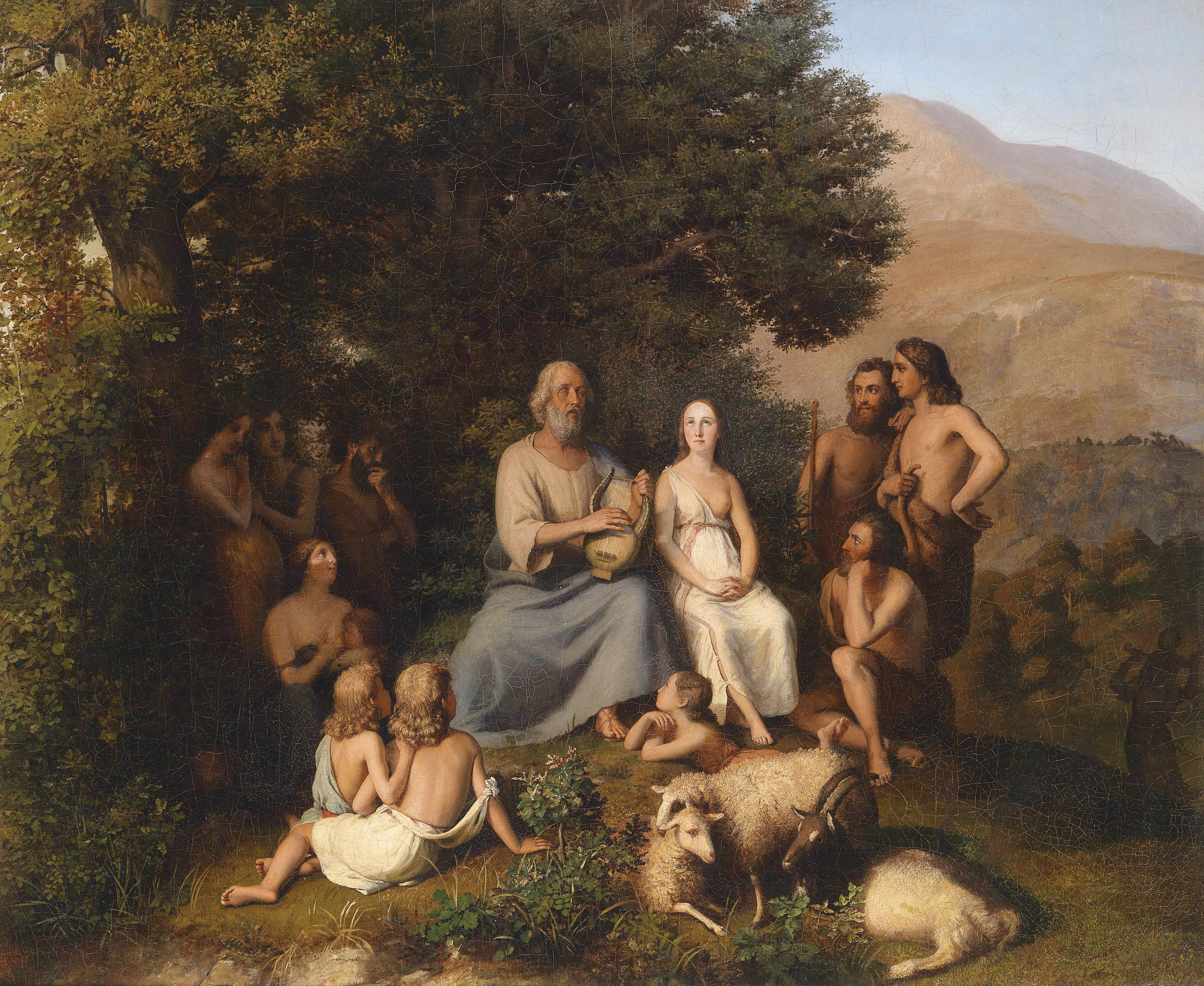
Гомер співає

 Серед його робіт найбільш відомими є: «Себастіано дель Пьомбо в гостях у Тиціана» (1861), «Венеційський маскарад» (1863), «Дож на засіданні Ради Десяти» (1864), «Карл V відвідує Фуггера» (1866; була виставлена в Берлінській національній галереї), «Отелло, що розповідає Дездемоні і Брабанціо про свої пригоди» (Бреславський музей), «А. Дюрер в Венеції»(1872), "Сцена з Гьотца фон Берліхінгена " (Кельнський музей), "Бал в дожа під час карнавалу "(1884; в Берлінська національна галерея).
Карл Людвіг Фрідріх Беккер помер 20 грудня 1900 рідному місті, через трохи більше доби після свого 80-річного ювілею.